# Apicia humerata
Apicia humerata är en fjärilsart som beskrevs av W. Warren 1904. Apicia humerata ingår i släktet Apicia och familjen mätare. Inga underarter finns listade i Catalogue of Life.